# Han Ebbelaar
Han Ebbelaar (Hoorn, 16 april 1943) is een bekend Nederlands balletdanser.
Ebbelaar begon zijn carrière bij het Nederlands Dans Theater in 1959. Van 1968-1970 danste hij met Alexandra Radius bij het ABT (New York). Na terugkeer in Nederland dansten zij bij Het Nationale Ballet. Hij danste in klassieke stukken zoals het Zwanenmeer (Tsjaikovski), maar ook in eigentijdse choreografieën van bijvoorbeeld Hans van Manen.

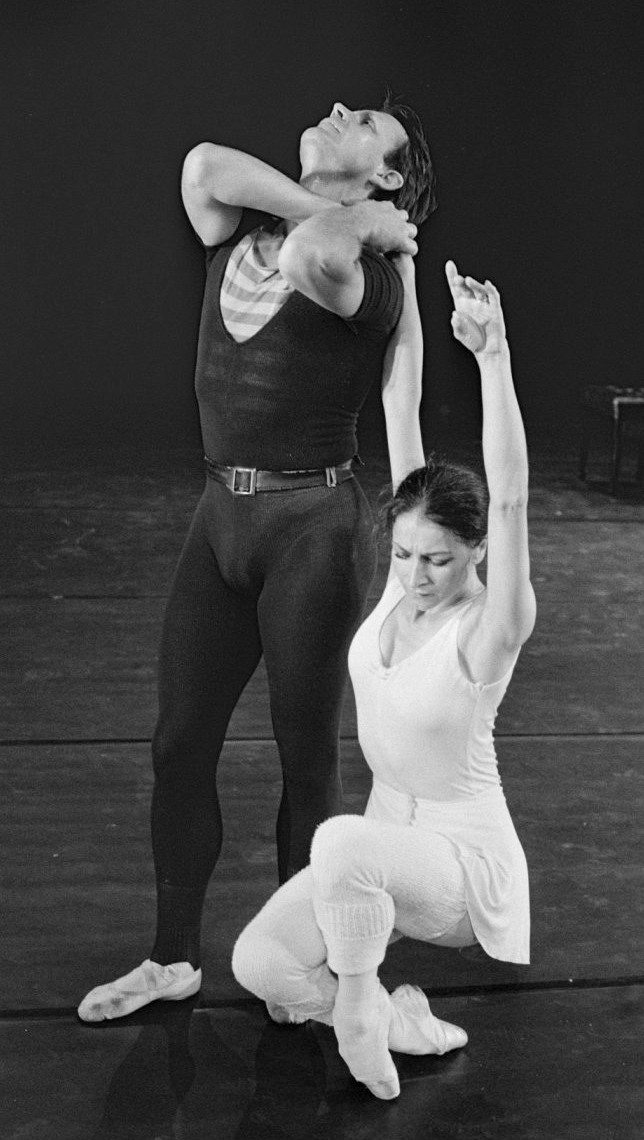
Alexandra Radius en Han Ebbelaar (1984)

Ebbelaar danste de meeste jaren van zijn carrière met Alexandra Radius, zijn echtgenote. Als duo werden zij wereldberoemd en in 1989 kregen zij gezamenlijk de VSCD Oeuvreprijs. Na zijn danscarrière werd Ebbelaar adjunct-directeur van Het Nationale Ballet.
In 1979 richtten Ebbelaar en Radius de Stichting Dansersfonds '79 op, die zich bezighoudt met de toekomst van dansers na hun actieve danscarrière.
Ebbelaar werd in 2009 benoemd tot Ridder in de Orde van de Nederlandse Leeuw. 
In 2018 werd de Jiří Kylián Ring aan hem toegekend. 